# Liste des aéroports au Mali
Voici une liste des aéroports au Mali.

## Carte
| \| 40 km1:9 529 000 \| Bamako Gao Kayes Kidal Mopti Sikasso Tessalit Tombouctou |
| 40 km1:9 529 000                                                                |

## Liste
Les aéroports dont le nom est en gras possèdent un service aérien commercial régulier.
| Ville desservie | Code OACI | Code IATA | Nom de l'aéroport                          |
| --------------- | --------- | --------- | ------------------------------------------ |
| Ansongo         | GAAO      |           | Aérodrome d'Ansongo                        |
| Bafoulabé       | GABF      |           | Aérodrome de Bafoulabé                     |
| Bamako          | GABS      | BKO       | Aéroport international Modibo Keïta        |
| Bandiagara      | GABD      |           | Aéroport de Bandiagara                     |
| Bougouni        | GABG      |           | Aérodrome de Bougouni (en)                 |
| Bourem          | GABR      |           | Aérodrome de Bourem                        |
| Douentza        | GADZ      |           | Aérodrome de Douentza                      |
| Goundam         | GAGM      | GUD       | Aérodrome de Goundam                       |
| Gao             | GAGO      | GAQ       | Aéroport international de Gao Korogoussou  |
| Kayes           | GAKY      | KYS       | Aéroport international de Kayes Dag Dag    |
| Keniéba         | GAKA      | KNZ       | Aérodrome de Kéniéba                       |
| Kidal           | GAKL      |           | Aérodrome de Kidal                         |
| Kita            | GAKT      |           | Aérodrome de Kita                          |
| Kolokani        | GAKN      |           | Aérodrome de Kolokani                      |
| Koutiala        | GAKO      | KTX       | Aérodrome de Koutiala                      |
| Manantali       |           |           | Aérodrome de Bengassi                      |
| Markala         | GAMA      |           | Aérodrome de Markala                       |
| Ménaka          | GAMK      |           | Aérodrome de Ménaka                        |
| Mopti           | GAMB      | MZI       | Aéroport international de Mopti Ambodédjo  |
| Nara            | GANK      | NRM       | Aérodrome de Keibane                       |
| Niafunké        | GANF      |           | Aérodrome de Niafunké                      |
| Nioro-du-Sahel  | GANR      | NIX       | Aérodrome de Nioro                         |
| Sikasso         | GASK      | KSS       | Aéroport international de Sikasso Dignagan |
| Tessalit        | GATS      |           | Aérodrome de Tessalit                      |
| Tombouctou      | GATB      | TOM       | Aéroport international de Tombouctou       |
| Yélimané        | GAYE      | EYL       | Aérodrome de Yélimané                      |